# Paranthrene tabaniformis
Il tarlo vespa del pioppo (Paranthrene tabaniformis (Rottemburg, 1775)) è un lepidottero appartenente alla famiglia Sesiidae, diffuso in Eurasia, Nordafrica e America Settentrionale.
È definito "vespa" perché allo stadio di adulto assomiglia agli Imenotteri vespoidei.

## Descrizione

### Adulto
Allo stadio di adulto, il tarlo vespa ha l'aspetto di una farfalla, con un'apertura alare di 20-35 millimetri.
Il colore del corpo è nero. Sul torace si innestano le ali; quelle anteriori sono ricoperte da squame che danno loro una colorazione brunastra, mentre le ali posteriori sono trasparenti. L'addome presenta delle fasce circolari gialle e dei peli scuri sulla porzione distale.

### Larva
Allo stato di larva, il tarlo vespa è eruciforme ed ha una lunghezza di 25-35 millimetri.
Il corpo è di colore bianco; il capo è bruno e la placca prototoracica è gialla. Dall'addome, in corrispondenza dell'ultimo tergite, fuoriescono due piccole spine.

## Biologia
Il ciclo vitale del tarlo vespa dura circa un anno solare.
Tra maggio e luglio si ha lo sfarfallamento degli adulti, con maggiore intensità nella seconda metà di giugno. Durante questa fase, si notano i residui lasciati dalle crisalidi in corrispondenza dei fori di uscita dalla corteccia di rami e germogli, dove esse hanno svernato sotto forma di larve.

Durante lo sfarfallamento, si ha l'accoppiamento degli adulti; in seguito, le femmine depongono le uova sui rami delle piante giovani; in particolare, l'ovideposizione avviene in corrispondenza dei germogli, dell'attaccatura delle foglie e delle screpolature della corteccia, ed è più frequente su rami e germogli lesionati.
Una o due settimane dopo la deposizione delle uova, nascono le larve, che cominciano a scavare piccole gallerie sotto la corteccia; in seguito, esse raggiungono il midollo della pianta, e scavano anche qui delle gallerie, della lunghezza di 12-14 centimetri.
All'arrivo della stagione fredda, le larve costruiscono delle celle all'interno del midollo, dove si ibernano per trascorrere l'inverno. All'inizio della primavera successiva, esse si risvegliano, e completano lo sviluppo a maggio. A questo punto, ognuna di esse scava un foro di uscita nella corteccia; subito dopo avviene la trasformazione in crisalide.

### Alimentazione
Il tarlo vespa è un insetto fitofago e vive a spese del pioppo, di cui è considerato uno dei peggiori parassiti; lo si può trovare anche sul salice e sulla betulla.

### Antagonisti
Il tarlo vespa ha vari antagonisti naturali:
- Ditteri Larvevoridi: il Leskia aurea, che vive alle spese delle larve, con un rapporto di tipo parassitoide[3];
- Imenotteri: Bracon fulvus, Ephialtes abbreviatus, Apanteles parassitella[3];
- Uccelli: si nutrono delle larve del tarlo vespa, in modo particolare il Picchio[3].

### Danni
Il danno causato dal tarlo vespa è legato all'azione delle larve: le gallerie che queste scavano determinano dei rigonfiamenti del tessuto della piante, in corrispondenza dei punti di ingresso delle larve nella corteccia; tali deformazioni sono ben visibili dall'esterno, in particolare nelle piante dell'età di un anno.
Come danno indiretto ulteriore, le gallerie indeboliscono la pianta e la rendono più vulnerabile agli attacchi di alcuni agenti patogeni, come la Carie ed il Cancro della corteccia, che sono agevolati dalle lesioni create dalle larve.
Infestazioni anche piccole creano un grosso danno economico, in quanto i giovani pioppi attaccati sono resi inutilizzabili a fini commerciali.
Il periodo di dannosità dura un intero anno (da maggio a maggio).

### Metodi di lotta
Per scegliere il momento giusto per intervenire, è opportuno individuare il momento di massimo sfarfallamento. La popolazione degli adulti può essere censita tramite due metodi:
- Trappole con feromone sessuale[3]: vengono allestite a metà maggio e pertono di stabilire quali sono i momenti in cui la presenza è maggiore. Per le piante in vivaio esiste una soglia di allarme di 10-15 adulti catturati in una settimana; se tale soglia è superata, si interviene 15-20 giorni dopo il superamento della soglia, affinché il trattamento non sia troppo precoce.
- Campionamento delle larve[3]: si rileva qual è il momento di prima comparsa delle larve, subito sotto la corteccia; l'intervento si effettua in tale momento.

#### Lotta chimica
La lotta di tipo chimico viene effettuata con una serie di trattamenti di numero variabile (da due a quattro); questi trattamenti sono distanziati circa 15 giorni l'uno dall'altro. Una tecnica opportuna è l'utilizzo di insetticidi incapsulati che, rilasciando il principio attivo più lentamente, permettono di distanziare maggiormente i trattamenti, mantenendo comunque una protezione delle piante pressoché costante. Tra le sostanze utilizzate, ci sono fosforganici (Fenitrotion, Fentoate).
Se l'attacco non è diffuso, oppure avviene fuori dal vivaio, si possono uccidere le larve in maniera diretta, inserendo nelle gallerie dei fuscelli antitarlo oppure dei mastici cui sono stati addizionati degli insetticidi.
Per impedire preventivamente la deposizione delle uova, si utilizza del gammesano, con cui si irrorano le piante nel periodo dello sfarfallamento.
In ogni caso, bisogna distruggere le piante colpite.

#### Lotta biologica
La lotta di tipo biologico, ancora in fase sperimentale, ha dato risultati promettenti; essa si basa sull'utilizzo del fungo Beauveria bassiana oppure di Nematodi appartenenti al genere Neoaplectana; questi ultimi si sono rilevati particolarmente efficaci.

## Distribuzione e habitat
Vive in Europa, in Nord Africa ed in Asia; in Italia è comunemente diffuso.

## Tassonomia

### Galleria d'immagini

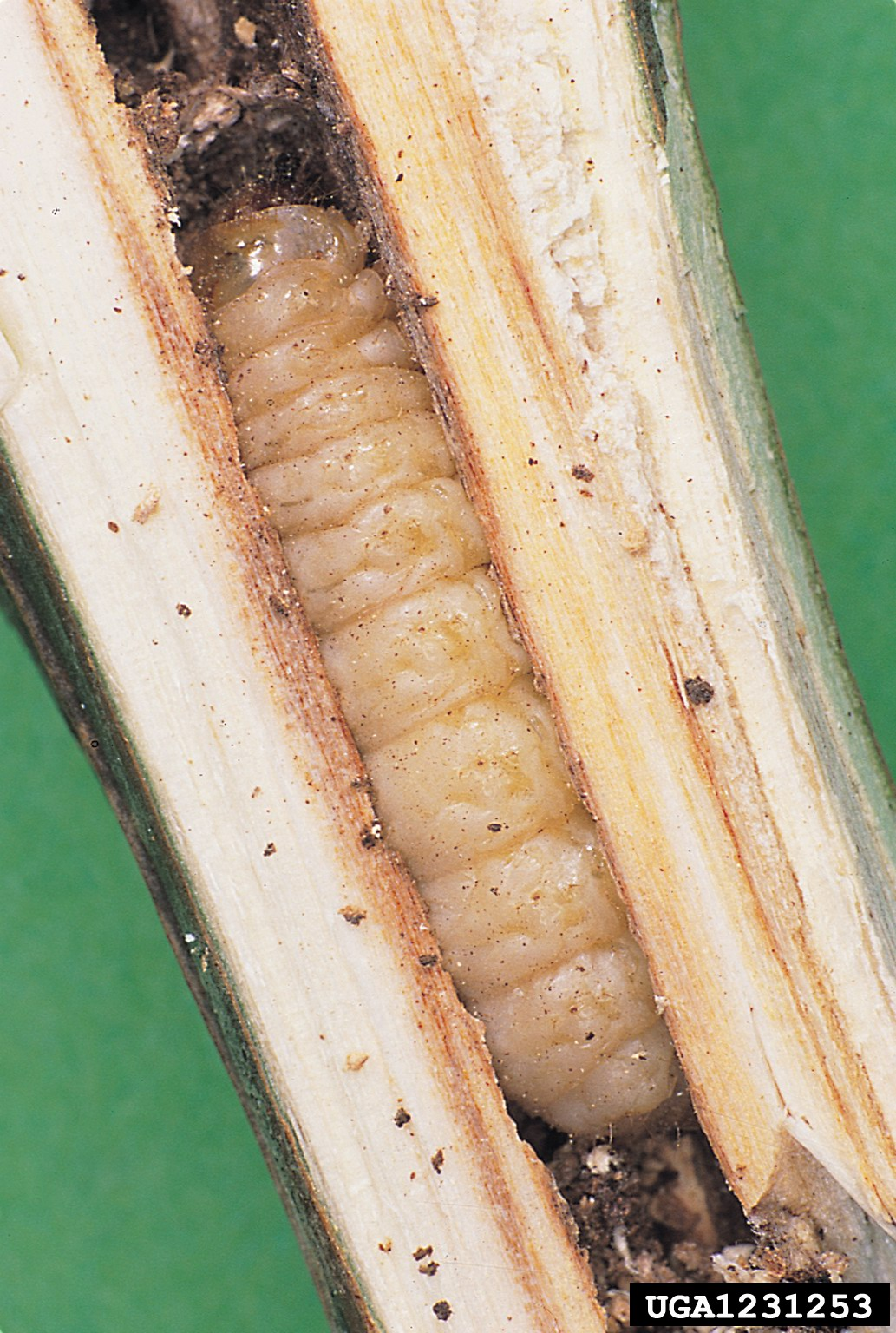
Stato di larva
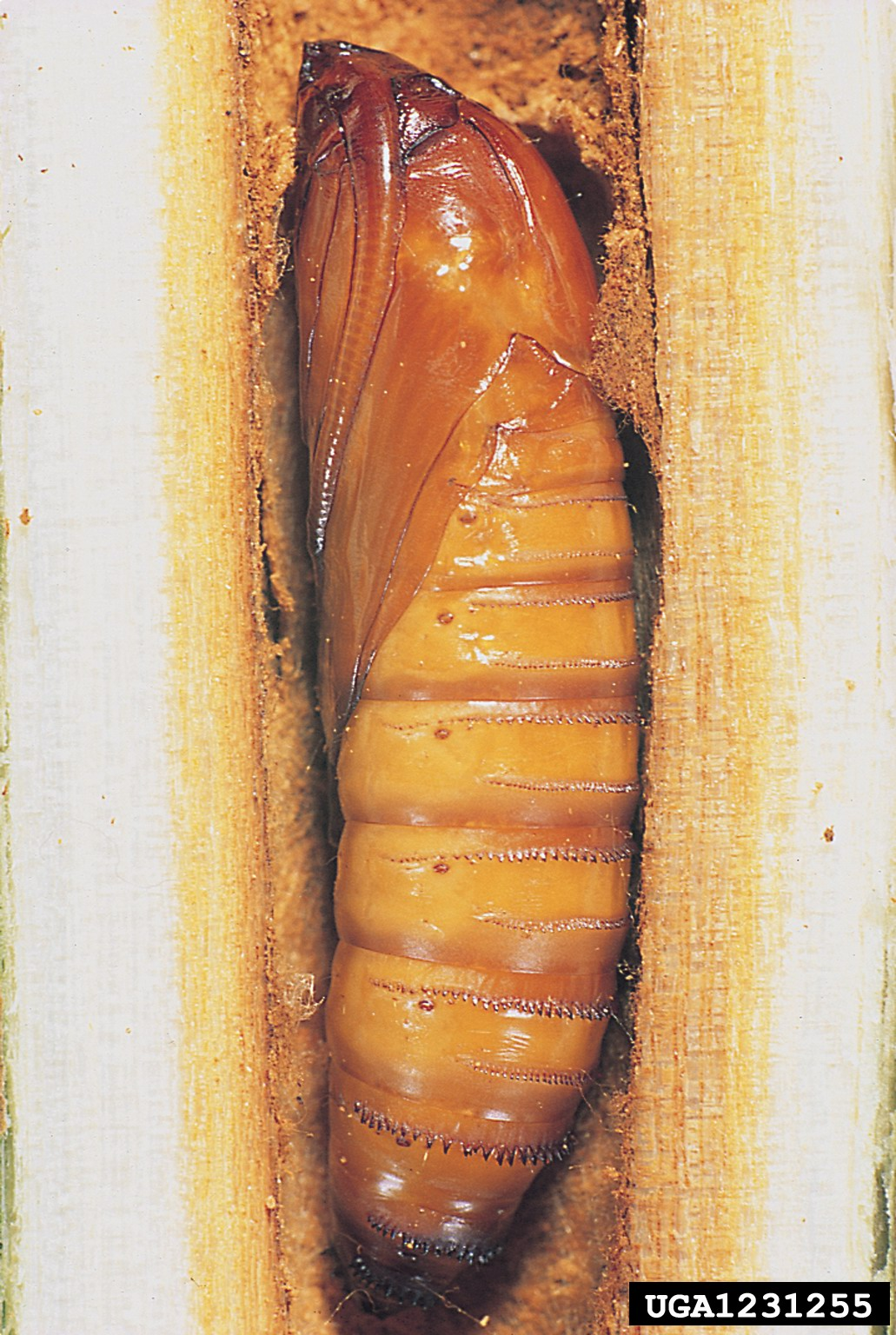
Stato di crisalide
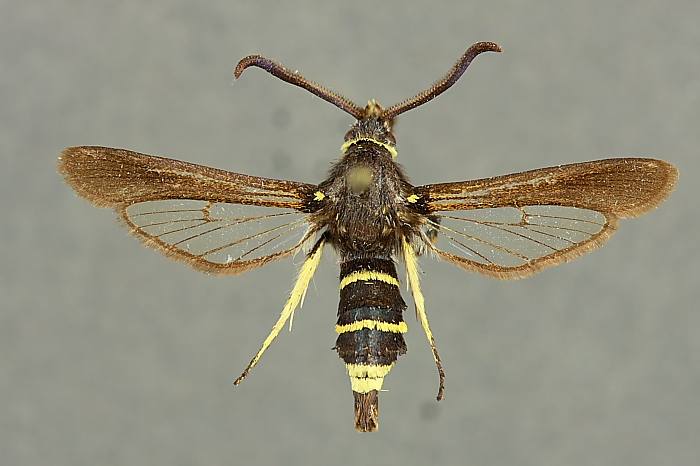
Individuo adulto visto dall'alto
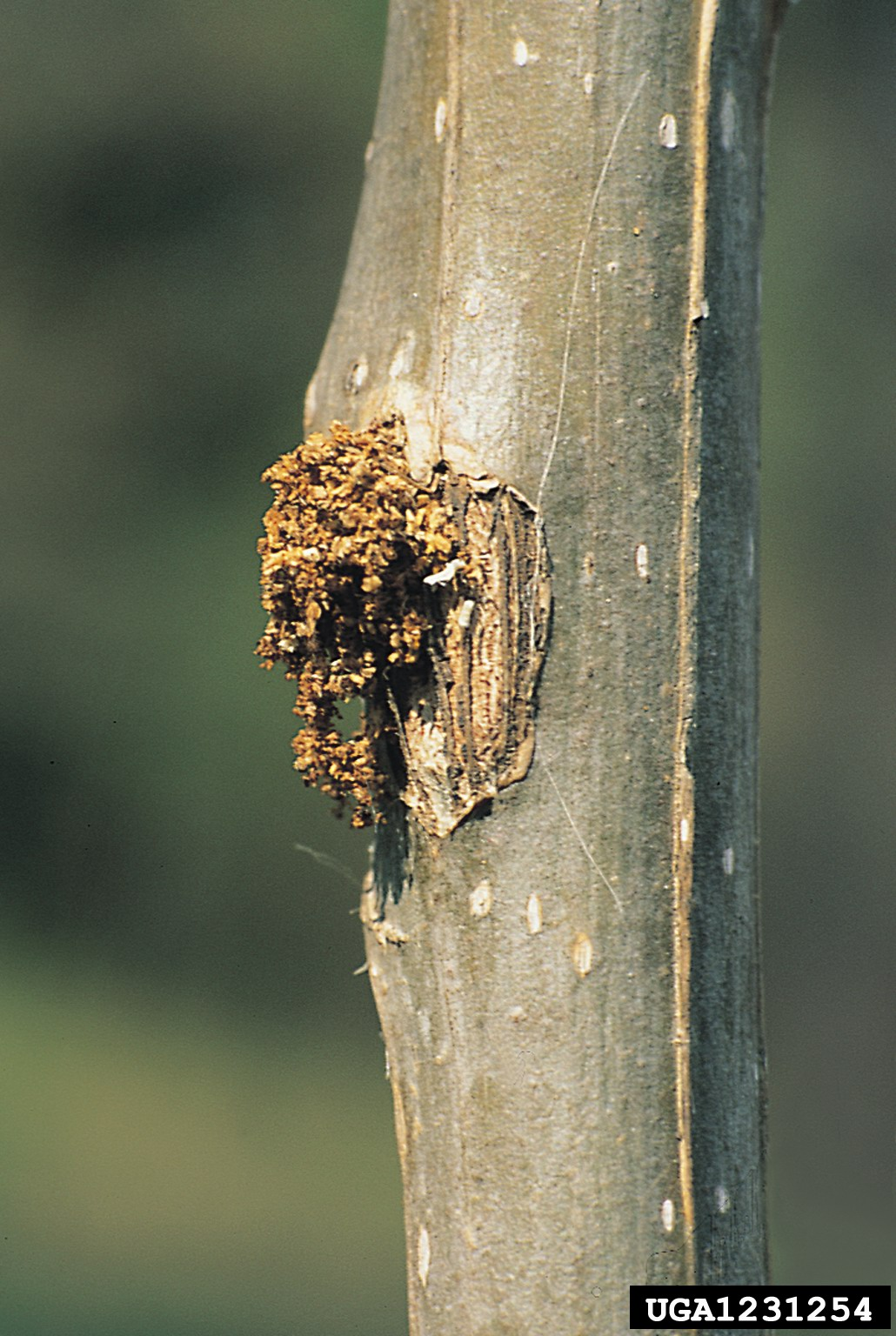
Pianta danneggiata